# シュテファン・ライナー
シュテファン・ライナー（Stefan Lainer ,  1992年8月27日 - ）は、オーストリア・ザルツブルク州ゼーキルヒェン・アム・ヴァラーゼー出身のプロサッカー選手。ドイツ・ブンデスリーガのボルシア・メンヒェングラートバッハに所属している。ポジションはDF。

## 来歴
2006年にSVゼーキルヒェン1945のユースアカデミーに入団。3年後の2009年にレッドブル・ザルツブルクのユースチームに入団。2012-13シーズンにFCリーフェリングと契約し、プロデビュー。2014-15シーズンはSVリートでプレー。2015年7月にユース時代を過ごしたレッドブル・ザルツブルクに移籍。以降同チームの中心選手として活躍した。
2019年6月19日、ボルシア・メンヒェングラートバッハと5年契約を締結したことが発表された。

## オーストリア代表
2017年にオーストリア代表デビューを果たした。